# Черниговская улица (Нижний Новгород)
Черни́говская у́лица — улица в историческом центре Нижнего Новгорода. Проходит по правому берегу Оки от Благовещенской площади у Канавинского моста до здания Куйбышевской водокачки. 
Возникла как одна из двух главных магистралей старинной Благовещенской слободы — земельного владения древнего Благовещенского монастыря. Впервые зафиксирована на плане Нижнего Новгорода 1769 года. В XIX веке именовалась Нижне-Окской или Благовещенской набережной. В советское время получила современное название.

## История

### XIII — XVIII века. Благовещенская слобода
Возникновение улицы связано с основанием в прибрежной полосе и на подошвенной части окского откоса к югу — юго-западу от Благовещенского монастыря так называемой Благовещенской слободы. В историографии устоялось мнение, что Благовещенский монастырь был основан в двух километрах от Нижегородского кремля вскоре после основания Нижнего Новгорода в 1221 году. По данным Писцовой книги Дмитрия Лодыгина (1620/21—1623/24), жилая застройка в данной местности состояла из ряда небольших слобод. Резкое увеличение и плотность застройки фиксировалась Переписной книгой 1678 года. В целом, застройка тогда носила линейный характер, обусловленный рельефом — узким вытянутым пространством между берегом и резко поднимающимися вверх склонами холмов (Дятловы горы), изрезанных сетью оврагов. В начале XVII века территория слободы была увеличена в юго-западном направлении за счёт включения в её состав монастырских владений района бывшей Немецкой слободы, жителей которой обязывали «снести дворы» или оставаться на прежнем месте, но платить оброк монастырю.
В крупный пожар 1715 года на территории слободы были уничтожены огнём два храма и в 1721 году вместо них была выстроена каменная трёхпрестольная Предтеченская церковь, по названию которой расположенная вокруг территория стала называться Предтеченской слободой. Направление будущей Черниговской улицы было впервые зафиксировано на плане Нижнего Новгорода 1769 года, когда она выступала одной из двух главных магистралей района — в более позднем именовании Нижне-Окской (Благовещенской) набережной. 
Судя по первому регулярному плану Нижнего Новгорода 1770 года, территория Благовещенской слободы не была включена (за исключением монастыря) в городские границы. Объяснялось это тем, что слобода существовала на особом административном положении (управлялась из Москвы, позже — была в частном владении), хотя и составляла единое целое с городской территорией. В состав города слобода вошла только в конце XVIII века, когда её территорию предполагалось реорганизовать в три прямоугольных квартала с основной магистралью вдоль речного берега. В действительности, план не был реализован. На фиксационном плане 1789 года указывалось, что большая часть прибрежного участка была занята торгово-складской зоной. На проектно-фиксационном плане 1799 года была отмечена довольно плотная нарезка «усадебных мест» вдоль береговой линии под монастырём.

### XIX — нач. XX веков. Благовещенская набережная

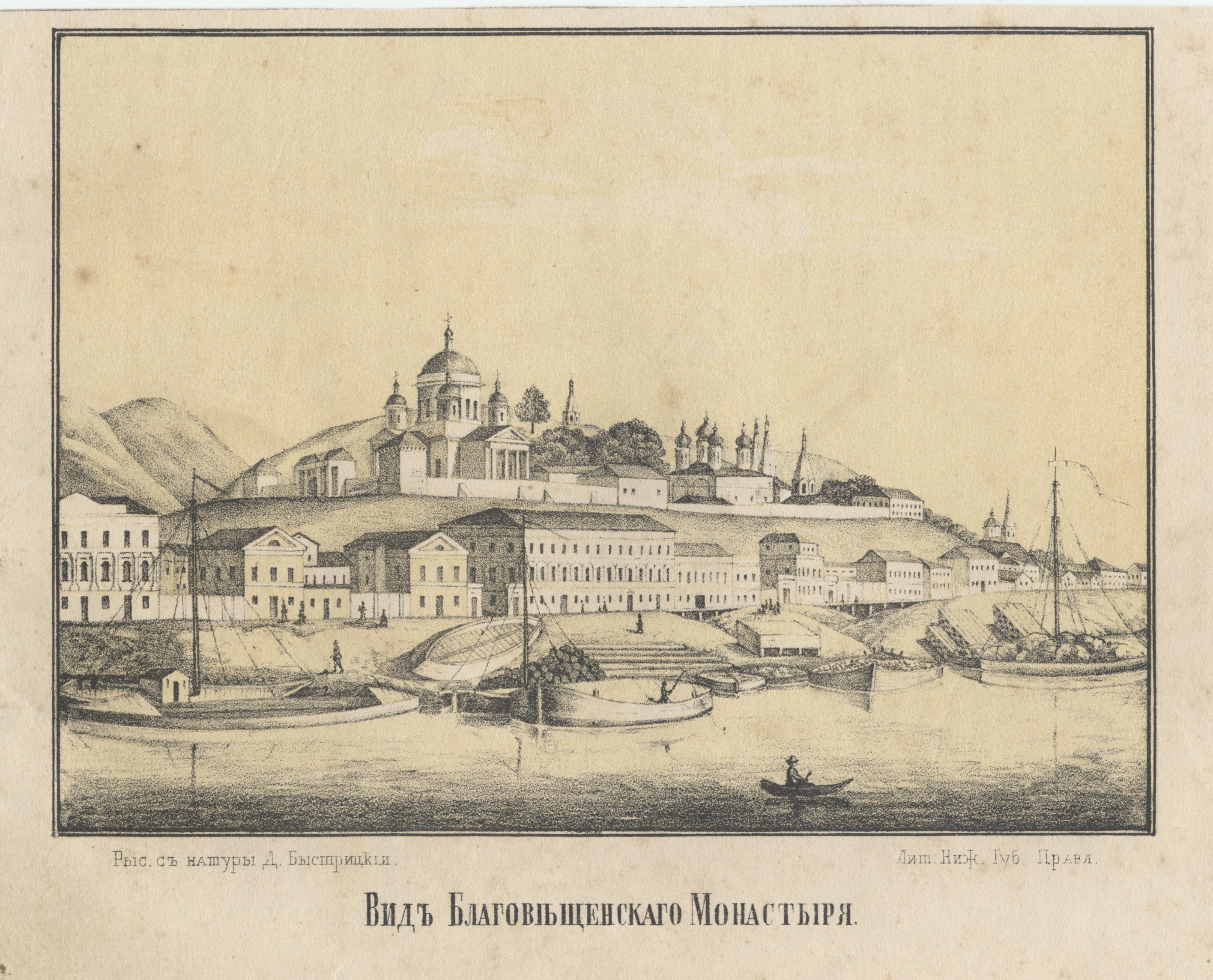
Благовещенский монастырь и Благовещенская набережная. 1850-е годы

По фиксационному плану 1804 года застройка улицы, начинавшаяся от будущей Нижне-Благовещенской (Гремячей, Алексеевской) площади, была вытянута в одну линию вдоль берега. На плане 1822 года застройка уже концентрировалась на участках вблизи монастыря, что объяснялось частыми оползнями, происходившим в подгорной части города, а также запустением участков, пострадавших от пожаров. Функция Благовещенской набережной, как основной магистрали Благовещенской слободы, закреплял проектно-фиксационный план 1824 года. Главными магистралями становились: Предтеченская улица и Благовещенская набережная, между которыми были устроены четыре квартала трапециевидной формы. Связь между набережной и улицей осуществлялась посредством трёх небольших переулков (современные Благовещенский, Предтеченский и Гребешковский переулки). 
С этого времени предписывалось застраивать набережную только каменными домами по лучшим «образцовым» фасадам, так как она выступала «парадным лицом» данной части города. Под монастырём, на начальном отрезке магистрали, начинает формироваться единый фронт единой фасадной линии застройки. Каменное строительство особенно активизировалось после пожара 1855 года, уничтожившего практически всю старинную деревянную застройку. На 1874 год наибольшая плотность в Благовещенской слободе была зафиксирована именно на Благовещенской набережной, где располагалось 49 городских усадеб. На фиксационном плане 1882 года были отражены уже полностью сформировавшиеся красные линии набережной.                  
На протяжении второй половины XIX — начала XX веков часть территории набережной приобретает ярко выраженный промышленно-складской характер, что было связано с близостью Нижегородской ярмарки и удобными подъездными путями. В юго-западной части Благовещенской слободы, между Благовещенской набережной и Предтеченской улицей, были выстроены комплексы крупчатых паровых мельниц Башкировых (1870—1871) и М. А. Дегтярёва (1879—1881). Здания в кирпичном стиле стали играть большую роль в общей застройке благодаря своей крупномасштабности и характерному красному цвету, контрастировавшему с жилой застройкой. При сооружении мельницы Башкировых, её владельцы провели ряд мероприятий по благоустройству данной части набережной, представлявшей из себя «болотистое место»: они «своим счетом, укрепили набережную, сделали насыпь и выстлали булыжным камнем». 

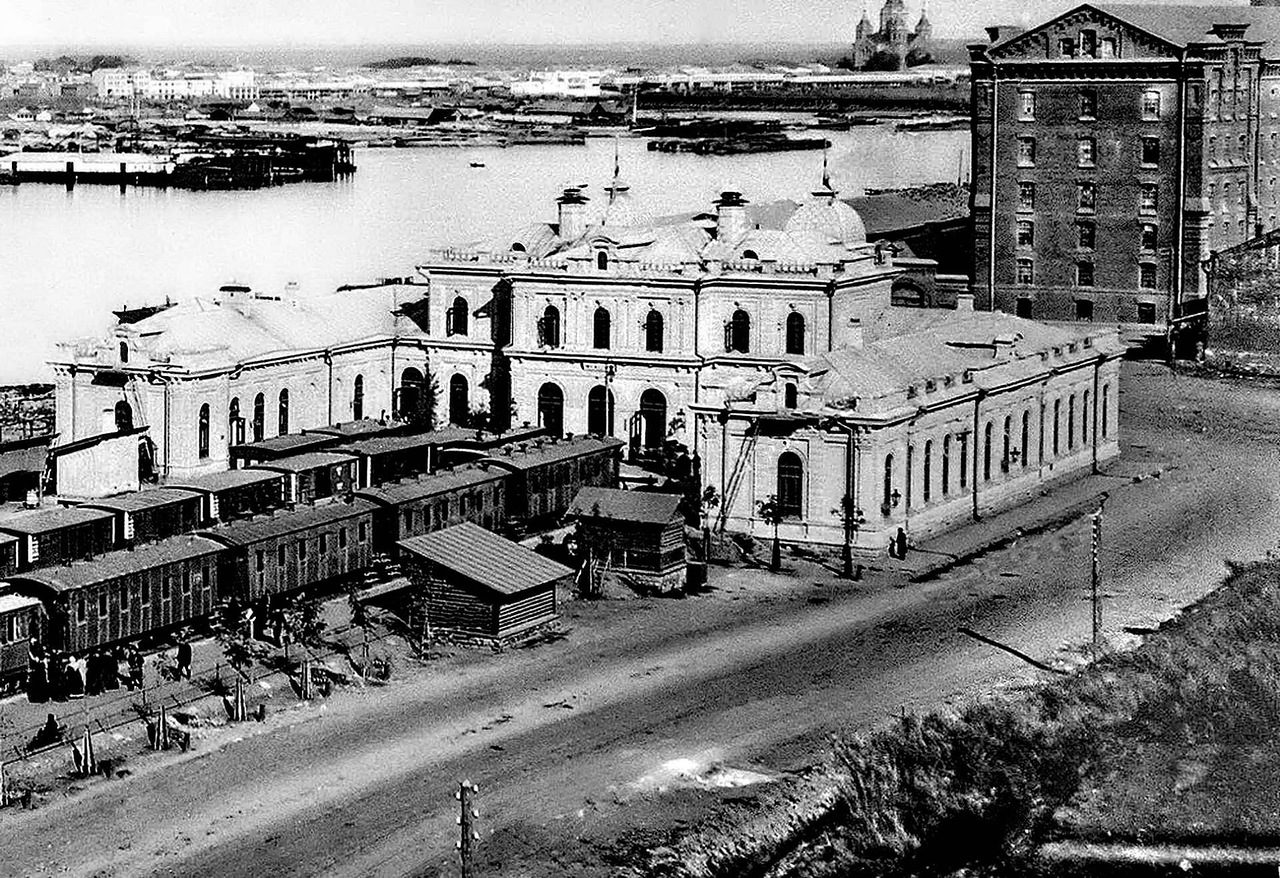
Ромодановский вокзал. 13 октября 1904

В данный период Благовещенская набережная окончательно оформилась, как парадный фасад слободы. Вдоль неё были выстроены хлебная и соляная пристани. Постепенно расширялись мельничные комплексы (особенно после пожара 1895 года), что вело к вытеснению жилой застройки. На остальной территории застройка уплотнялась, новые усадебные дома и флигели возводились в духе эклектики. В самом конце XIX века возникла необходимость связать Нижний Новгород, являвшийся крупным торгово-промышленным центром с развитым мукомольным производством, железной дорогой с южными районами страны. В 1896 году, в год проведения Всероссийской художественно-промышленной выставки, был поставлен вопрос о строительстве железной дороги до Пензы, через Арзамас. Новую станцию железной дороги было решено построить в Благовещенской слободе.
Работы по строительству Московско-Казанской железной дороги и здания вокзала, получившего именование Ромодановского, потребовали отчуждение частных владений и городских земель, что было закреплено специальным указом в начале 1900 года. Движение по новой ветке было открыто 5 июля 1903 года и к этому же моменту окончательно выстроено здание вокзала. Монументальное здание замкнуло перспективу Благовещенской набережной, завершив в градостроительном отношении её историческую застройку.     

### XX век. Советский период
В советский период Благовещенская набережная была переименована в Черниговскую улицу. Территория бывшей благовещенской слободы постепенно стала периферийной зоной города. В соответствии с генеральным планом города Горького 1937 года здесь не предусматривалось новое строительство. По плану, Черниговская улица расширялась и становилась частью протяжённой магистрали вдоль берега Оки, подводившей к новым мостам. Планировалось также выполнить берегоукрепительные и противооползневые работы, но намеченное не было реализовано, а сохранявшаяся застройка быстро пришла в упадок. На Черниговской улице было зафиксировано множество нежилых зданий, а по линии улицы Гаршина (бывшей Предтеченской) историческая застройка была вовсе полностью утрачена. 
В 1960-х годах были проведены берегоукрепительные противооползневые работы, в том числе в районе Красных оврагов (у вокзала). В 1967 году было закрыто железнодорожное движение. Ликвидация вокзала привела к деградации территории. 

### Кон. XX — нач. XXI вв. Современный период
Ситуация изменилась с конца 1980-х — начала 1990-х годов, когда начался стихийный выкуп, ремонт и реконструкция объектов историко-градостроительной среды, продолжающийся и до настоящего времени. В 2002—2003 годах была проведена реставрация и реконструкция здания бывшего Ромодановского вокзала, в результате которой оно вновь приобрело исторический облик.
Огромную роль сыграла постройка автометромоста между
комплексом мельницы Башкировых и Ромодановским вокзалом, который полностью изменил градостроительный масштаб восприятия речного фасада улицы и всей территории бывшей Благовещенской слободы.              

## Здания и сооружения
- № 4 — Дом А. Л. Барышевой

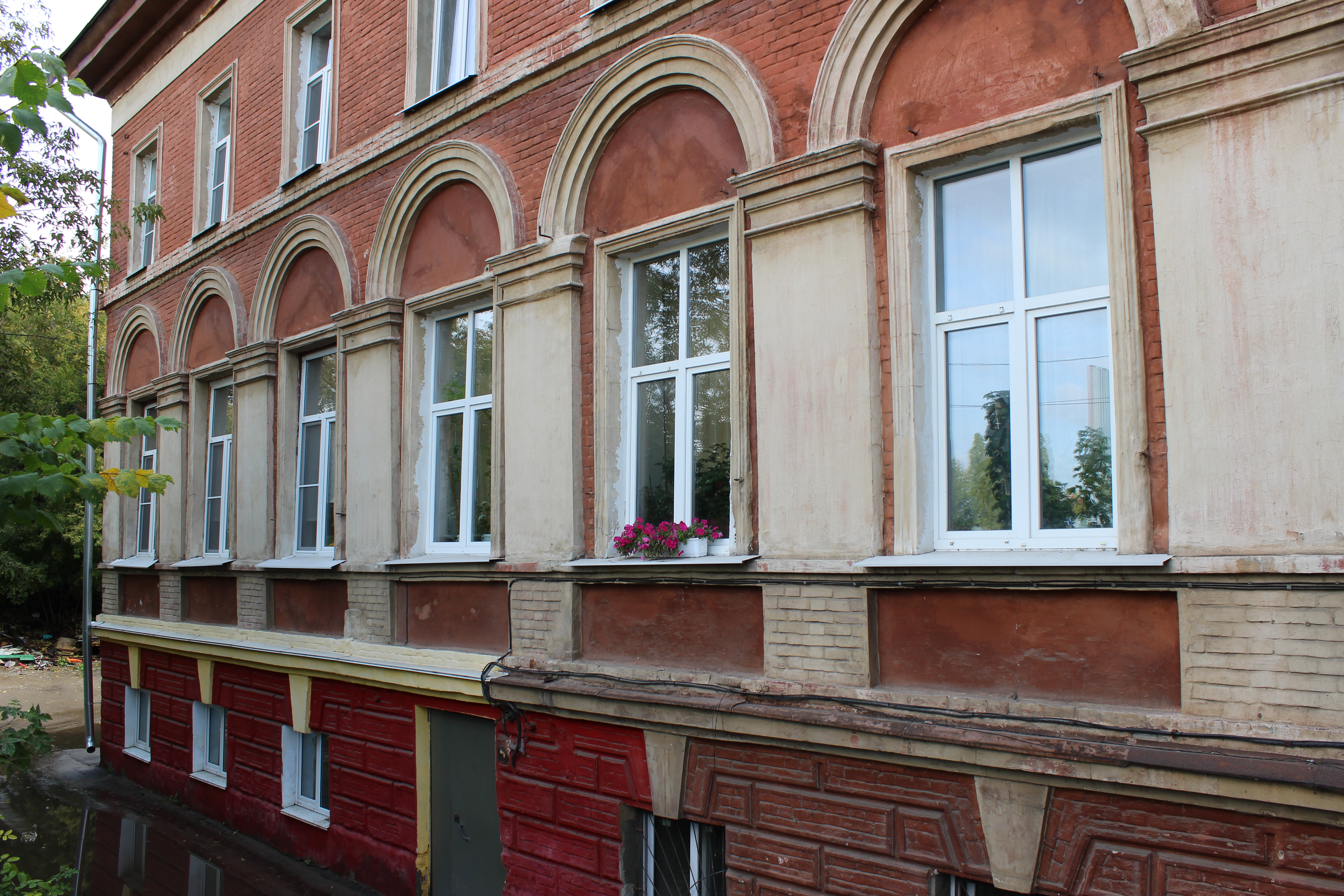
Дом А. Л. Барышевой

В 1817 году в Нижний Новгород была переведена ярмарка из Макарьева и набережная Оки в Благовещенской слободе стала интенсивно застраиваться различными хозяйственными и складскими сооружениями нижегородских купцов. Территория, расположенная прямо напротив ярмарки, была также пригодна для возведения гостиниц, в которых останавливались приезжие купцы. К подобным гостиницам относился и дом № 4, возведённый на средства нижегородской купчихи А. Л. Барышевой. В 1837 году она обратилась к властям с просьбой возвести на месте сгоревшего каменного дома новый трёхэтажный. Проект поручили разработать городовому архитектору Георгу Кизеветтеру.
Зодчий составил чертежи в том же году и, в соответствии с действовавшим тогда законодательством, их «высочайше» утвердил в октябре император Николай I. Дом был построен в следующем году, одновременно с домом купчихи П. Е. Кубаревой, при проектировании которого был повторно применён тот же проект. В результате дома составили как бы единый комплекс, с одинаковыми фасадами. В ходе строительства не были выполнены некоторые элементы декора: маскароны и другие лепные детали.
В 1901 году здание принадлежало «Обществу пароходов и торговли Волжского бассейна». В этот период к заднему фасаду пристроили каменный переход к хозяйственным постройкам на границе участка. В 1987—1988 годах был проведён крупный ремонт дома с полной внутренней перепланировкой. В настоящее время дом является памятником архитектуры регионального значения, образцом доходного дома, выстроенного в переходном стиле от русского классицизма к эклектике. Здание расположено по красной линии улицы и участвует в формировании речной панорамы Нижнего Новгорода и закрепляет линию застройки Черниговской улицы со стороны Канавинского моста и Похвалинского съезда.
- № 5 — Дом П. Е. Кубаревой

Памятник архитектуры регионального значения. Построен в 1837 году по проекту архитектора Г. И. Кизеветтера. Образец доходного дома, выстроенного в стиле русского классицизма.
- № 6 — Дом М. В. Медведева

Памятник архитектуры регионального значения. Построен в 1843 году по проекту архитектора Г. И. Кизеветтера. Образец доходного дома, выстроенного в стиле русского классицизма.
- № 11—11Б — Дом Е. И. Щеткиной — пивоваренный завод И. Д. Калашникова

Выходец из крестьян, Иван Дмитриевич Калашников разбогатев на торговле с лотка калачами и булками, выкупил у самарской купчихи Е. И. Щеткиной каменный дом на Блоговещенской улице. В 1871 году первый этаж дома был переоборудован под пиво- и медоваренный завод. Основанное Калашниковым акционерное общество «Калашниковского пиво- и медоваренного завода» в 1875 году открыло второе производство в Санкт-Петербурге. Продукция предприятия была удостоена золотой медали на Всероссийской промышленно-художественной выставке 1896 года. Сыновья Калашникова продолжили дело отца: старший сын Александр Иванович управлял заводом, а младший Михаил Иванович был избран гласным Нижегородской городской думы. На картах планировки отмечен, как исторически ценный градоформирующий объект. Тем не менее, здание не стоит на государственной охране. В 2020 году одобрен проект сноса части строений бывшего завода: исторической ограды и складского корпуса (№ 11Б). На их месте предполагается возведение современного здания.
- № 12 — Усадьба Вяхиревых

Памятник архитектуры регионального значения. Главный дом И. А. Вяхирева, два флигеля и каменные проездные арки ворот выстроены в 1838—39 и 1840-х годах. Автор проекта главного дома — архитектор Г. И. Кизеветтер. Дом А. И. Вяхирева решён в стиле русского классицизма, флигеля — в стиле ранней академической эклектики. Усадьба находится в аварийном состоянии.
- № 14 — Усадьба В. Е. Кожевникова

Памятник архитектуры регионального значения. Комплекс составляют главный дом и флигель, решённые в кирпичном стиле. Построены в 1883 и 1889 годах.
- № 15 — Дом Ненюковых

Памятник архитектуры регионального значения. Построен в 1832 году по проекту архитектора А. Л. Леера в классицистическом стиле.
- № 15 (литер В, В2) — Флигель усадьбы Ненюковых

Выявленный объект культурного наследия. Построен в 1840-е годы в стиле русского классицизма.

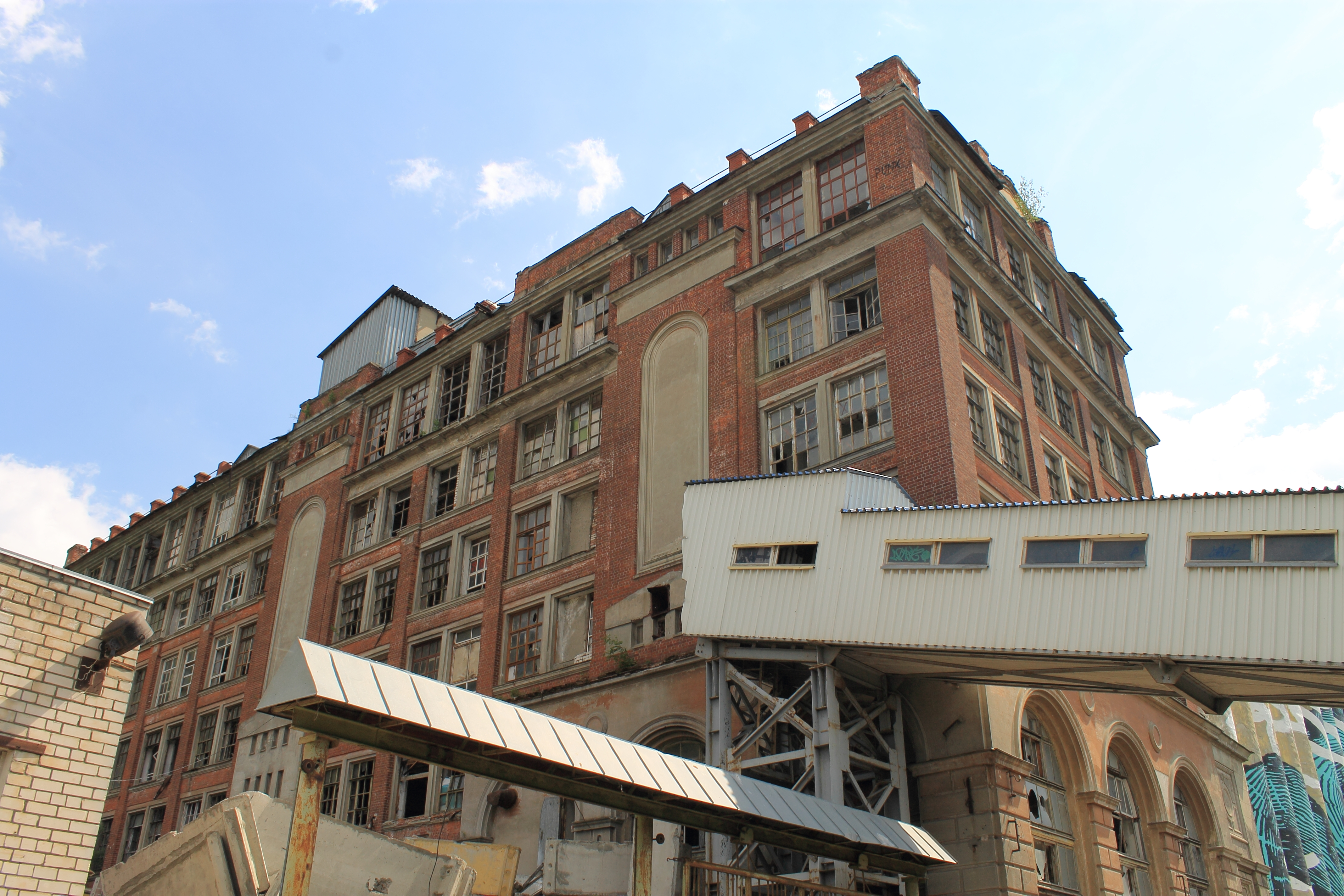
Промышленный корпус паровой мельницы М. А. Дегтярёва

- № 17—17Б — Комплекс мукомольной мельницы Матвея Башкирова

Комплекс мельницы начал складываться в 1870-х годах. Промышленник-купец Матвей Башкиров в 1875 году заказал архитектору Р. Я. Килевейну проект паровой мельницы, а в следующем году трёхэтажное здание в кирпичном стиле было выстроено. Позже возведены здания конторы, домов для рабочих и складские корпуса. Расположенный на треугольном участке вдоль Черниговской улицы, комплекс включал главный мельничный корпус, группу промышленных и складских корпусов вдоль Предтеченской (Гаршина) улицы, а также новый корпус (1911) в торцевой части участка.
- № 17В — Комплекс мукомольной мельницы М. А. Дегтярёва

Комплекс возник почти одновременно с мельницами Матвея Башкирова в 1880-х годах. Проект в 1879 году разработал архитектор Н. Б. Фельдт. Каменная механическая мукомольная мельница была выстроена к 1881 году. К этому же времени сформировался комплекс вокруг неё, выполненный в кирпичном стиле, который составили: мельницы, машинное отделение, сопутствующие технические и складские корпуса, справа и слева от которых располагались двухэтажные и трёхэтажные здания конторы, жилые дома для рабочих, а также каменная торговая палатка. На Черниговскую улицу выходили невысокие служебные корпуса.
- Вокзал общества Московско-Казанской железной дороги (Ромодановский)

Расположен по адресу Казанская площадь, 1, но фактически замыкает панораму улицы с юга. Кирпичное здание в стиле эклектики выстроено к 1904 году.

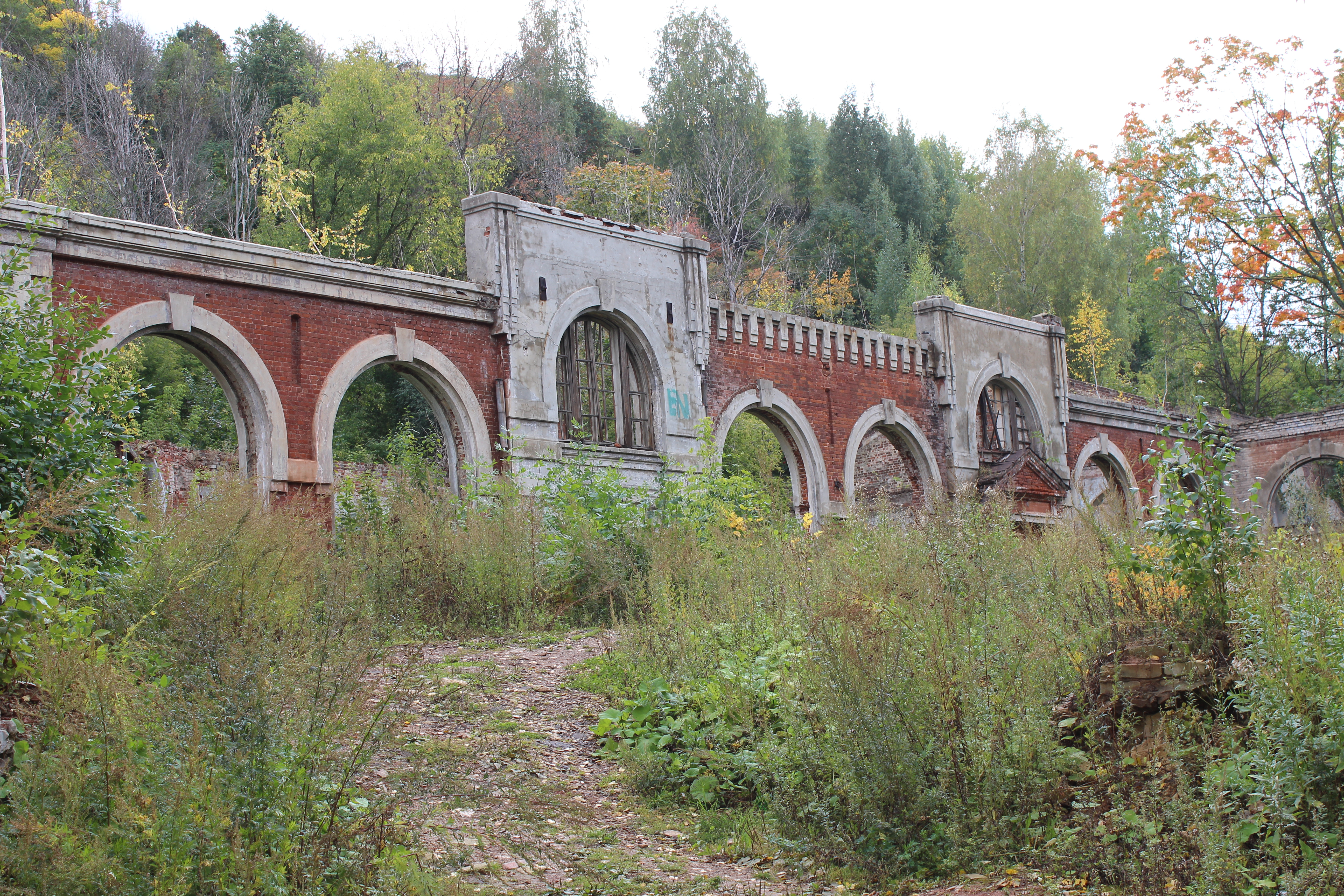
Водопроводная станция

- № 30 — Городская водопроводная станция (Куйбышевская водокачка)

Памятник архитектуры регионального значения. Кирпичное здание, выстроенное в 1880 году, было решено в стиле эклектики. В настоящее время находится в аварийном состоянии, сохранились только фрагменты внешних стен и перекрытие цокольного этажа с резервуарами. Также сохранилась водонапорная башня у берега Оки.